# ハリソン・ブリューワー
ハリソン・ブリューワー（Harrison Brewer、1995年3月22日 - ）は、アイルランド出身のラグビーユニオン選手。

## 略歴
アイルランド出身。父親は、1986年から1995までオールブラックスで32キャップを獲得したマイク・ブリューワー。
アイルランドの首都ダブリンにあるテレニュアカレッジRFCに所属し、2014年にU20アイルランド代表に選ばれた。
2015年、アイルランドのレンスター・ラグビーに所属した。
2016年から、ニュージーランドのマヌワツに2年間所属。ナショナル・プロヴィンシャル・チャンピオンシップ（NPC、ニュージーランド州代表選手権）に出場する。
2018年、NTTドコモレッドハリケーンズに入団し、ジャパンラグビートップチャレンジリーグ2018-2019に出場。
2019年にパナソニックワイルドナイツに所属し、ジャパンラグビートップリーグ2020に出場した。
2021年からテレニュアカレッジRFCに再加入。
2024年1月10日、ジャパンラグビーリーグワンDIVISION3のクリタウォーターガッシュ昭島への加入を発表した。
2025年6月3日、クリタウォーターガッシュ昭島退団を発表。